# Morong, Rizal
Morong là một đô thị hạng 3 ở tỉnh Rizal, Philippines. Theo điều tra dân số năm 2007, đô thị này có dân số 50.538 người.

## Barangay
Morong được chia thành 8 barangay.
- Bombongan
- Caniogan-Calero-Lanang
- Lagundi
- Maybancal
- San Guillermo
- San Jose
- San Juan
- San Pedro